# Nick Broeker
Nicholas Michael Broeker (Springfield, 7 ottobre 2000) è un giocatore di football americano statunitense che milita nel ruolo di guardia per gli Houston Texans della National Football League (NFL).

## Carriera

### Buffalo Bills
Al college Broeker giocò a football a Ole Miss. Fu scelto nel corso del settimo giro (230ª scelta assoluta) del Draft NFL 2023 dai Buffalo Bills. Disputò le prime due gare di pre-stagione ma non la terza e fu svincolato il 29 agosto 2023.

### Houston Texans
Broeker firmò con gli Houston Texans il 30 agosto 2023. Nella sua stagione da rookie disputò tre partite, nessuna delle quali come titolare.